# Etika péče

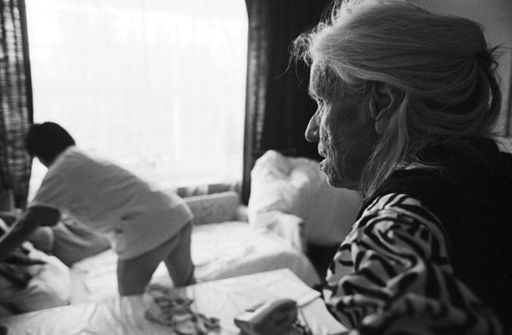
Pečovatelský dům v Mnichově

Etika péče  je normativní etická teorie, podle níž je morální jednání zaměřeno na mezilidské vztahy a péči. Zatímco konsekvencialistické a deontologické etické teorie kladou důraz na zobecnitelné normy a nestrannost, etika péče zdůrazňuje význam reakce na jednotlivce.

## Základní myšlenky
Etika péče považuje péči za základní způsob, jakým se vztahujeme k druhým lidem, potažmo k zbylému světu. Každý člověk má zkušenost s přijímáním péče a každý jí taky někdy poskytoval. Péče jednoho o druhého je instinktivní akt, na němž se zakládá lidská existence.
Etika péče se zaměřuje na vztahy a prožitky. Jednotliví aktéři tvoří sít, která je propletena vzájemností, a v níž jednotliví lidé a vztahy mezi nimi hrají nejpodstatnější roli. Lidská osobnost je z velké části tvořena právě vztahy.

Etika péče bývá často dávána do protikladu k tradici morálních teorií, které považují za základ morálky (1) racionální souhlas, na jehož základě si lidé udělují (2) pravidla, která platí (3) univerzálně. Zastánci etiky péče tvrdí, že takto pojatá morální pravidla jsou příliš abstraktní.Tyto morální teorie jsou proto většinou racionální, teoretické, univerzální a indiferentní. Jejich nejčastějším projevem jsou rozličné teorie spravedlnosti. 
„Etika péče obvykle pracuje s relačním pojetím osoby, zatímco převládající morální teorie chápou osoby jako soběstačné nezávislé jedince. Dalo by se říci, že převládající teorie vnáší do morální teorie pojetí osoby, které bylo vyvinuto primárně pro politickou a ekonomickou teorii liberalismu.“

     — Virginia Held, Etika péče. Osobní, politická, globální. 2015

## Historie

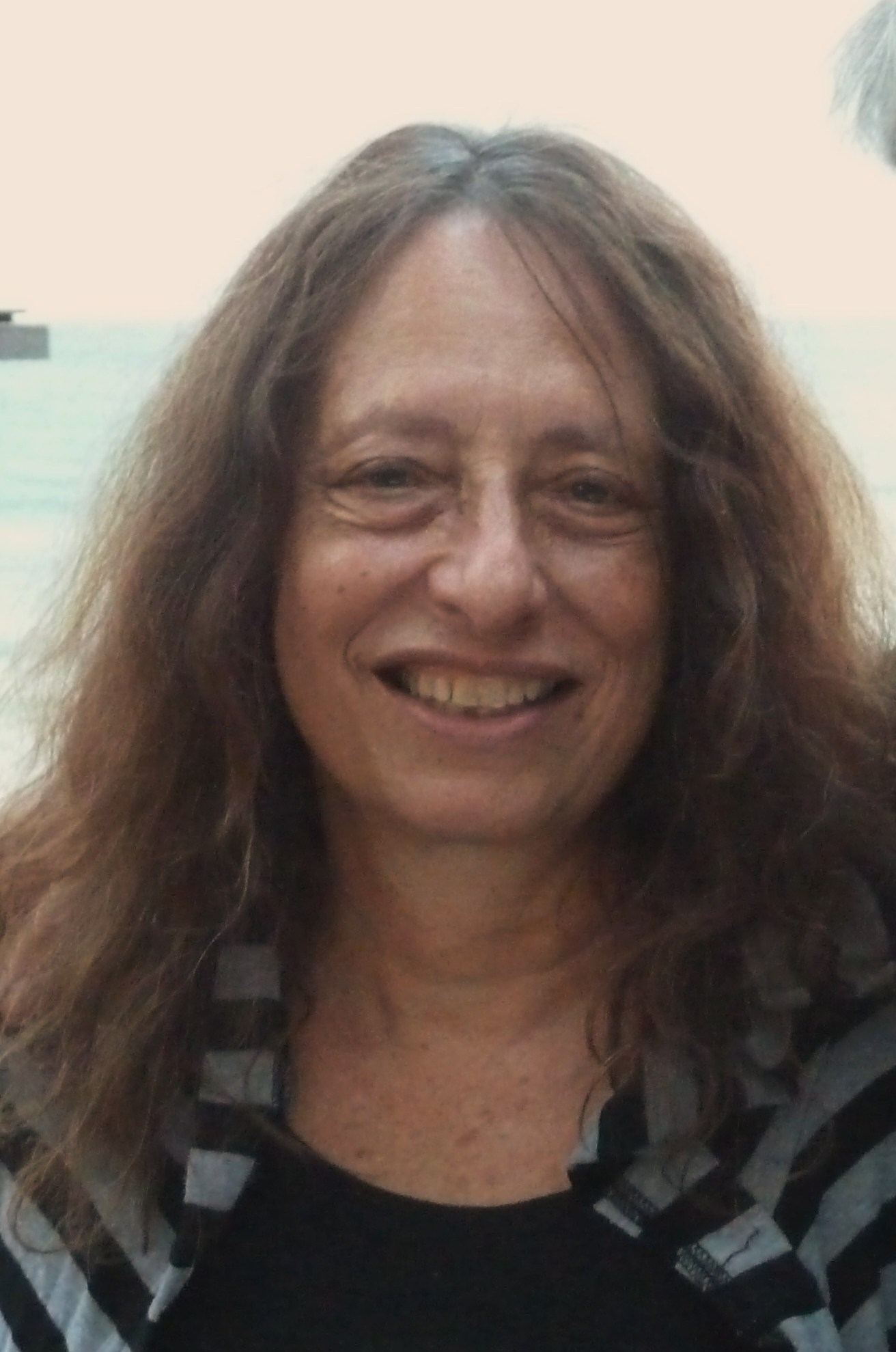
Carol Gilligan – zakladatelka etiky péče

Americký psycholog Lawrence Kohlberg v roce 1971 definoval stádia morálního vývoje člověka, který chápal jako vývoj směrem od egoismu ke spravedlnosti. Jeho kolegyně a spolupracovnice Carol Gilligan později argumentovala, že je jeho výzkum založen na maskulinním chápání morálky, a postavila proti němu teorii vlastní, v níž preferovala péči.
Kohlberg kladl respondentům v průběhu let morálně dilematické otázky s cílem zjistit, jak se u dětí vyvíjí morální cítění a na čem v jakém období spočívá. Na základě tohoto výzkumu rozdělil šest fází seskupených do tří stádií.
Prekonvenční stádium se týká dětí pod deset let, kteří své chování ospravedlňují na základě toho, jaký pro ně bude mít toto chování dopad: trest nebo požitek. První fáze tohoto stádia říká, že dítě chápe konání jako dobré, nebo špatné podle toho, jaké má fyzické konsekvence. V druhé fázi prvního stádia je morálnost činu posuzována na základě toho, zda je chování odměněno, či nikoliv.
Ve druhém tzv. konvenčním stádiu je za morální považované takové chování, které splňuje očekávání rodiny nebo skupiny. V první fázi je dobré chování to, které těší nebo pomáhá ostatním. Druhá fáze tohoto stádia je orientována na zákony a povinnosti, které skupina ukládá. Jedincovo chování je považováno za dobré, pokud své povinnosti plní. Autorita a společenský řád hraje v tomto stádiu důležitou roli.
Posledním a vrcholným stádiem je stádium postkonvenční. V tomto stádiu jsou pravidla platná bez ohledu na konkrétní skupinu. Platí univerzálně a vždy. V první fázi jednotlivci orientují své morální chování směrem k demokratické společenské smlouvě, avšak ve druhé fázi, která je vrcholem celého vývoje, jehož většina lidí nikdy nedosáhne, již není žádný vnější účel. Dobré je takové chování jehož účel je dobrý sám o sobě.
Podle kritiků je tato idea univerzálního etického principu, která se u Kohlberga ukazuje jako vrchol morálního vývoje, přítomna téměř ve všech etických teoriích a je inspirována Kantovovým mravním imperativem a také Rawlsovou teorií. Odráží tak určitou dějinnou tendenci v morální filosofii, která upřednostňuje stále tentýž etický princip. Gilligan tvrdí, že tato tendence byla doposud převládající, protože stojí na typicky mužských hodnotách, a protože to byli právě muži, kteří formulovali všechny zmíněné etické teorie. Kohlberg je kritizován, že svou teorii morálního vývoje postavil na rozhovorech s výlučně mužskými jedinci, a že právě to vedlo k tomu, že stanovil jako nejvyšší morální cíl stát se osobou, která je autonomním jedincem řídícím se univerzálními principy.
Na základě této kritiky vyvinula Gilligan svou vlastní teorii morálního vývoje, která naopak vychází z odpovědí ženských respondentek. Závěrem jejího zkoumání je, že muži a ženy vyvíjejí kvalitativně odlišné závěry ohledně etických dilemat. Muži staví své odpovědi na principech, pravidlech, normách, kdežto ženy na péči, vzájemnosti a zodpovědnosti. V každodenním životě jsme podle ní závislí na ostatních a ostatní jsou závislí na nás. Z toho vyplývá, že vztahy mezi lidmi, skupinami, státy, třídami a rasami tvoří komplikovanou síť vzájemné závislosti, kterou nelze jednoduše postihnout v obecných pravidlech.
Současná podoba etiky péče již chápe spravedlnost i péči především jako dva obecné systémy, skrze něž lze přistupovat k etice a její aplikaci. Spravedlnost již není chápaná jako mužský a péče jako ženský princip. Jde spíše o alternativy, které lze na skutečnost aplikovat odděleně. Systém na jehož základě se jedinec v praxi rozhoduje, není dán pohlavím, ale kombinací mnoha faktorů, jako je genetická výbava a výchova.

## Důležité představitelky
- Carol Gilligan
- Virginia Held
- Joan Tronto